# Diasemopsis longipedunculata
Diasemopsis longipedunculata är en tvåvingeart som beskrevs av Enrico Adelelmo Brunetti 1928. Diasemopsis longipedunculata ingår i släktet Diasemopsis och familjen Diopsidae. Inga underarter finns listade i Catalogue of Life.